# Корнилов, Александр Сергеевич
Александр Сергеевич Корнилов (р. 12 апреля 1985, Душанбе) — российский спортсмен по академической гребле. Мастер спорта России международного класса.

## Биография
До 13-летнего возраста организованно не занимался спортом, не считая короткого увлечения баскетболом. В 13 лет был приглашён в секцию по гребле тренером Владимиром Алексеевичем Борщевым. Позднее тренировался под руководством Павла Панкова, Г. Е. Журавского, в разные годы представлял УОР № 2, Российскую армию и СДЮСШОР по академической гребле (Калуга), города Москва и Калуга.
Становился победителем первенства мира до 18 лет в одиночке (2003), бронзовым призёром первенства мира до 23 лет в двойке парной (2006).
В 2007—2017 годах выступал за взрослую сборную России. В 2007 году стал победителем чемпионата Европы в четвёрке вместе с Никитой Моргачевым, Никаэлем Бифуа-Мфанце и Алексеем Свириным. Также в этом составе стал победителем Люцернской регаты (этап Кубка мира-2007). На Олимпиаде-2008 в двойке вместе с Алексеем Свириным занял 11-е место. В 2016 году стал серебряным призёром чемпионата Европы в восьмёрке. Квалифицировался на Олимпиаду-2016, однако из-за допингового скандала российская команда не была на неё допущена. Последним крупным турниром для спортсмена стал чемпионат Европы-2017, где российская восьмёрка заняла четвёртое место. Восьмикратный чемпион России[уточнить], в том числе в 2014 году (четверка без рулевого); в 2016 году (восьмёрка).
В 2019 году был дисквалифицирован на два года за нарушение антидопинговых правил.
Окончил ГЦОЛИФК (2007).